# Pinza

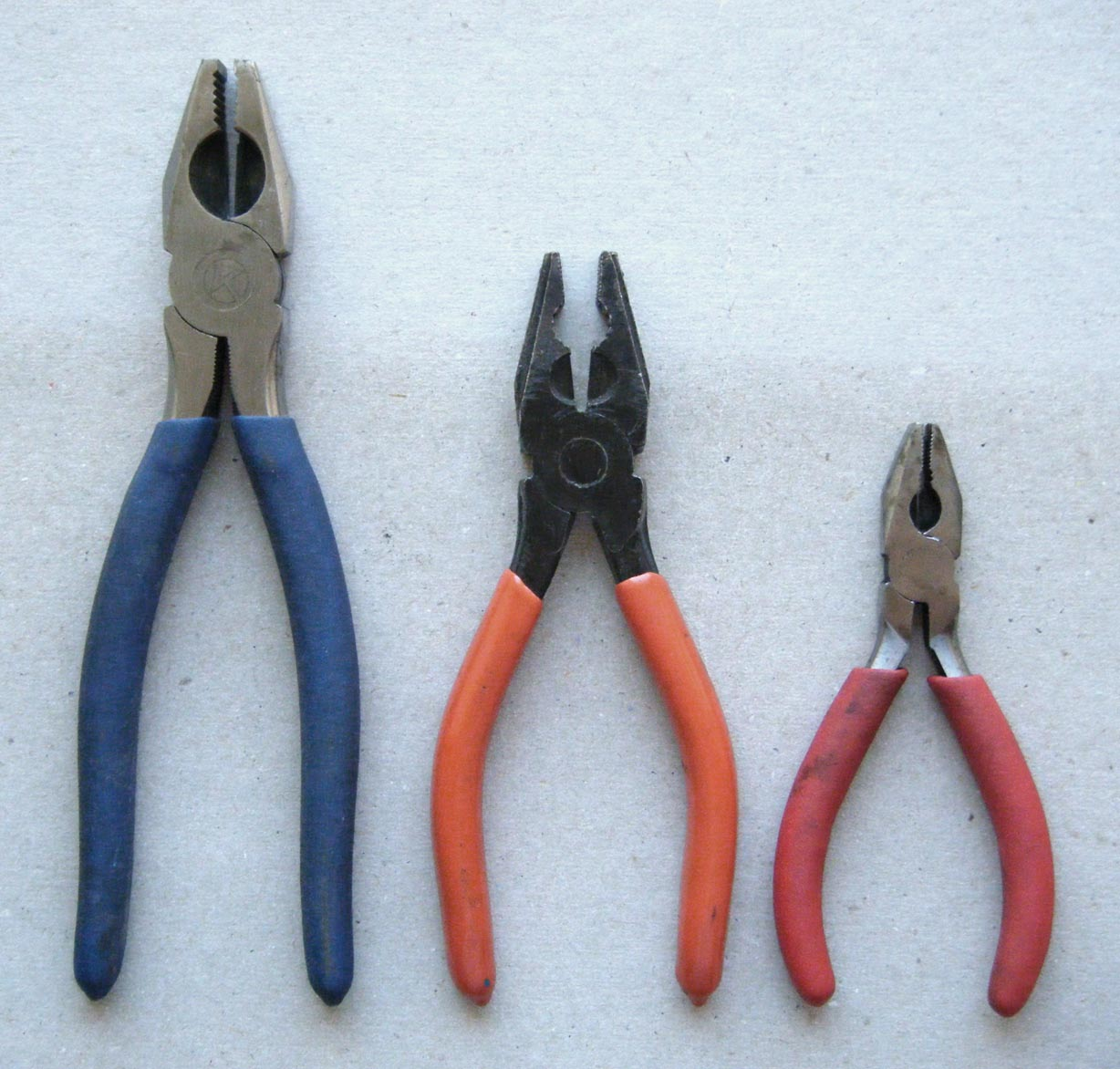
Pinze universali

La pinza (termine usato per lo più al plurale, facendo riferimento alla dualità delle parti componenti: un paio di pinze) è un utensile utilizzato per lo più dai meccanici, elettricisti, falegnami, idraulici e fa parte del corredo degli attrezzi presenti in quasi tutte le case.

## Storia

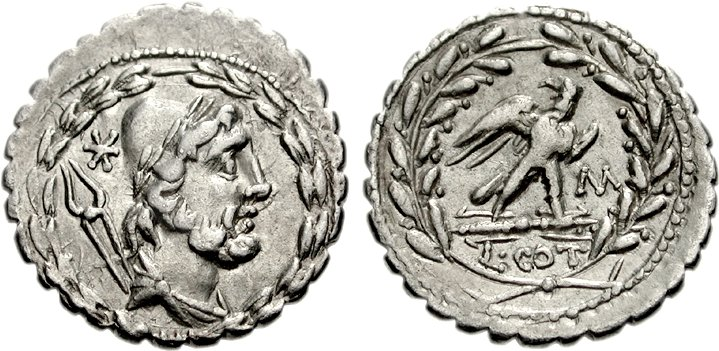
Pinze ritratte su un denario del 105 a.C.

Le pinze furono inventate in Europa intorno all'anno 2000 a.C. per tenere serrati oggetti molto caldi, quali i pezzi di ferro incandescente, da forgiare sopra l'incudine. Tra le più remote illustrazioni che ritraggono le pinze sono quelle che fanno vedere il dio greco Efesto nella sua fucina.

## Descrizione
La pinza può assumere varie forme, in funzione del suo utilizzo, ed è impiegata per afferrare, stringere, unire e tagliare gli oggetti su cui si lavora. È formata da due bracci, spesso simmetrici, mobili, di acciaio che ruotano intorno ad un robusto perno. La parte più corta dei bracci, il becco, può essere dritta o curva ed avere varie configurazioni e dimensioni; nelle pinze universali generalmente l'estremità è composta da tre porzioni: la prima, lineare, e la seconda, semicircolare o semiovale, sono zigrinate e servono per afferrare e tenere fermi gli oggetti mentre la terza, formata da due cesoie, viene utilizzata per tagliare fili di ferro, cavi, chiodi ed altri oggetti di piccolo spessore. La parte più lunga, che forma i manici, è generalmente ricoperta di materiale isolante e antiscivolo per evitare pericoli di folgorazione quando si lavora su oggetti posti sotto tensione elettrica e per migliorare la presa. I materiali utilizzati per realizzare le pinze consistono principalmente in acciai in lega con cromo e/o vanadio.

## Funzionamento
Il principio di funzionamento della pinza si basa sulle proprietà delle leve di primo genere, dove il fulcro si identifica con il perno ed i punti di applicazione delle forze con i becchi (forza resistente) ed i manici (forza motrice); per la diversa lunghezza dei becchi e dei manici, la forza applicata risulta inferiore a quella esercitata sul pezzo tenuto stretto tra le ganasce.

## Tipi comuni

### Pinze per meccanici e falegnami
- Pinza universale;
- Pinza regolabile con cerniera mobile per dadi;
- Pinza a morsetto per carrozziere;
- Pinza tronchese con tagliente laterale;
- Pinza tronchese a doppia leva (tronca bulloni, chiodi e rivetti);
- Pinza rivettatrice;
- Pinza per viti e chiodi.

### Pinze per idraulici
- Pinza giratubi;
- Pinza giratubi modello svedese;
- Pinza regolabile autobloccante con ganasce di presa concave;
- Pinza a pappagallo;
- Pinza allarga piombo;
- Pinza per dadi di rubinetti;
- Pinza regolabile "Poligrip" con cerniera a cremagliera;
- Pinza regolabile "Poligrip" con cerniera ad incastro;
- Pinza tagliatubi per tubi in materiale plastico;
- Pinza per sifoni.

### Pinze per elettricisti
- Pinza a becchi tondi lunghi;
- Pinza a becchi piatti lunghi;
- Pinza a becchi mezzotondi lunghi;
- Pinza a becchi mezzotondi lunghi piegati con tagliente;
- Pinza a becchi piatti lunghi piegati;
- Pinza spellafili con vite di regolazione;
- Pinza tronchese con laterali spellacavi;
- Pinza crimpatrice per capicorda preisolati o non isolati;
- Pinza crimpatrice (per connettori RJ45) per impianti telefonici;
- Pinza tagliacavi;
- Pinza intrecciafili.

### Pinze per elettronica
- Minipinze per uso universale;
- Minipinze a becchi mezzotondi;
- Minipinze a becchi mezzotondi curvi;
- Minipinze a becchi piatti;
- Tronchesine a taglio diagonale.

### Pinze per arredatori
- Pinza fustellatrice;
- Pinza occhiettatrice;
- Pinza per anelli Seeger esterni a becchi dritti o piegati;
- Pinza per anelli Seeger interni a becchi dritti o piegati.

### Tipologie varie
- Pinza per sigilli di piombo;

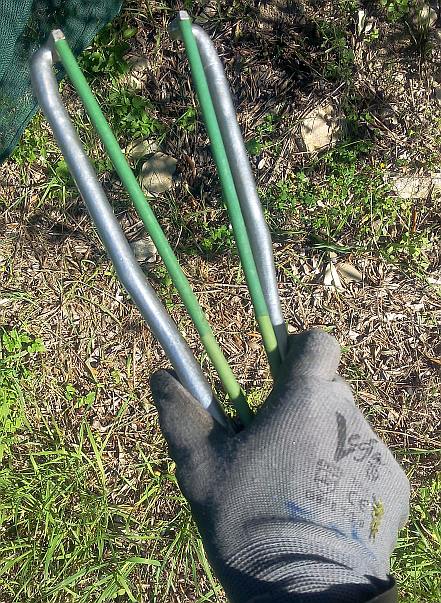
Pinza per raccolta olive

- Pinza chirurgica emostatica (clamp muscolare);
- Pinza per piastrellisti;
- Pinza per vetrai;
- Pinza da bucato;
- Pinza per la raccolta delle olive;
- Pinze per ghiaccio.

## Galleria d'immagini

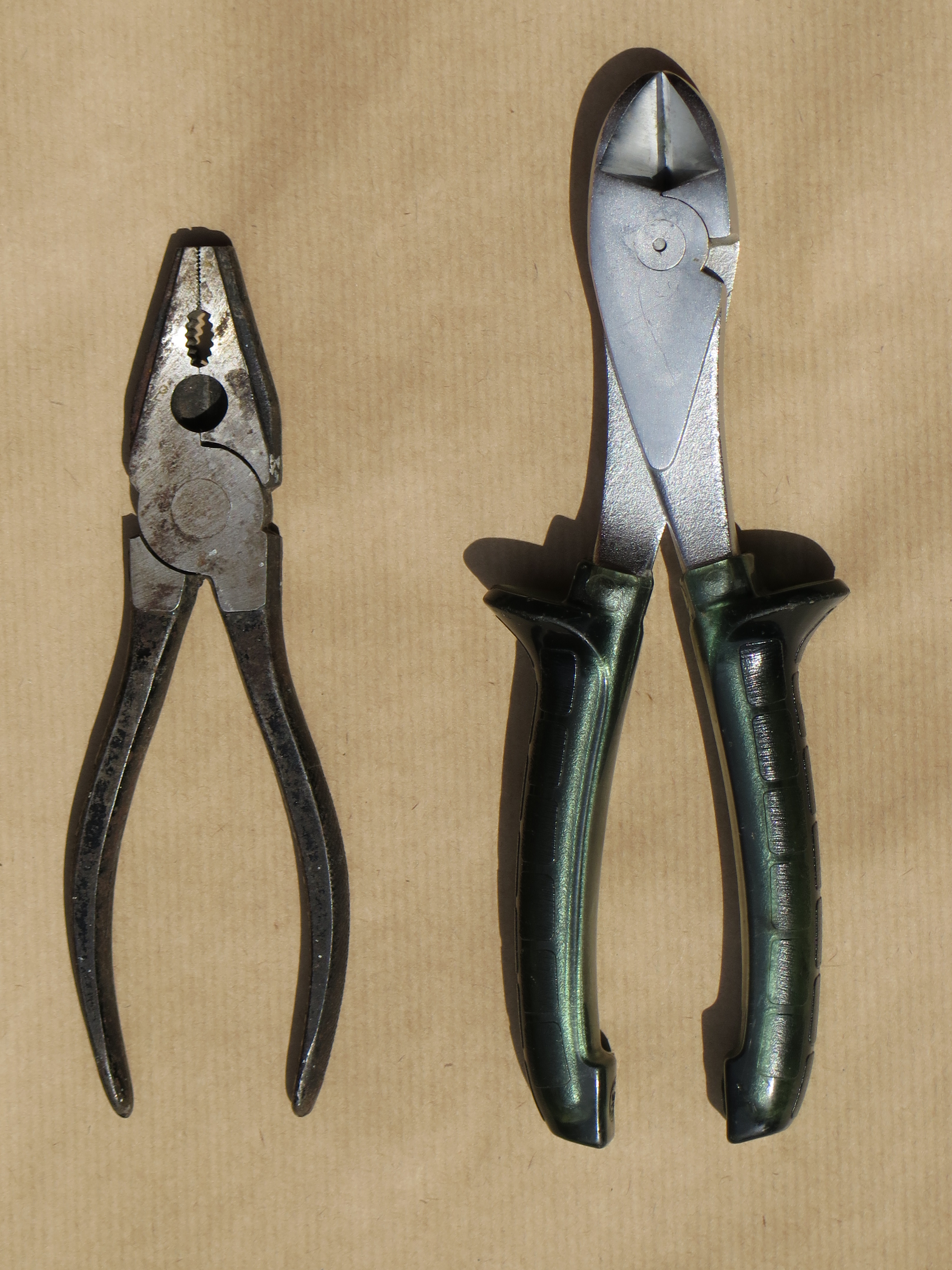
Pinza universale e pinza tronchese
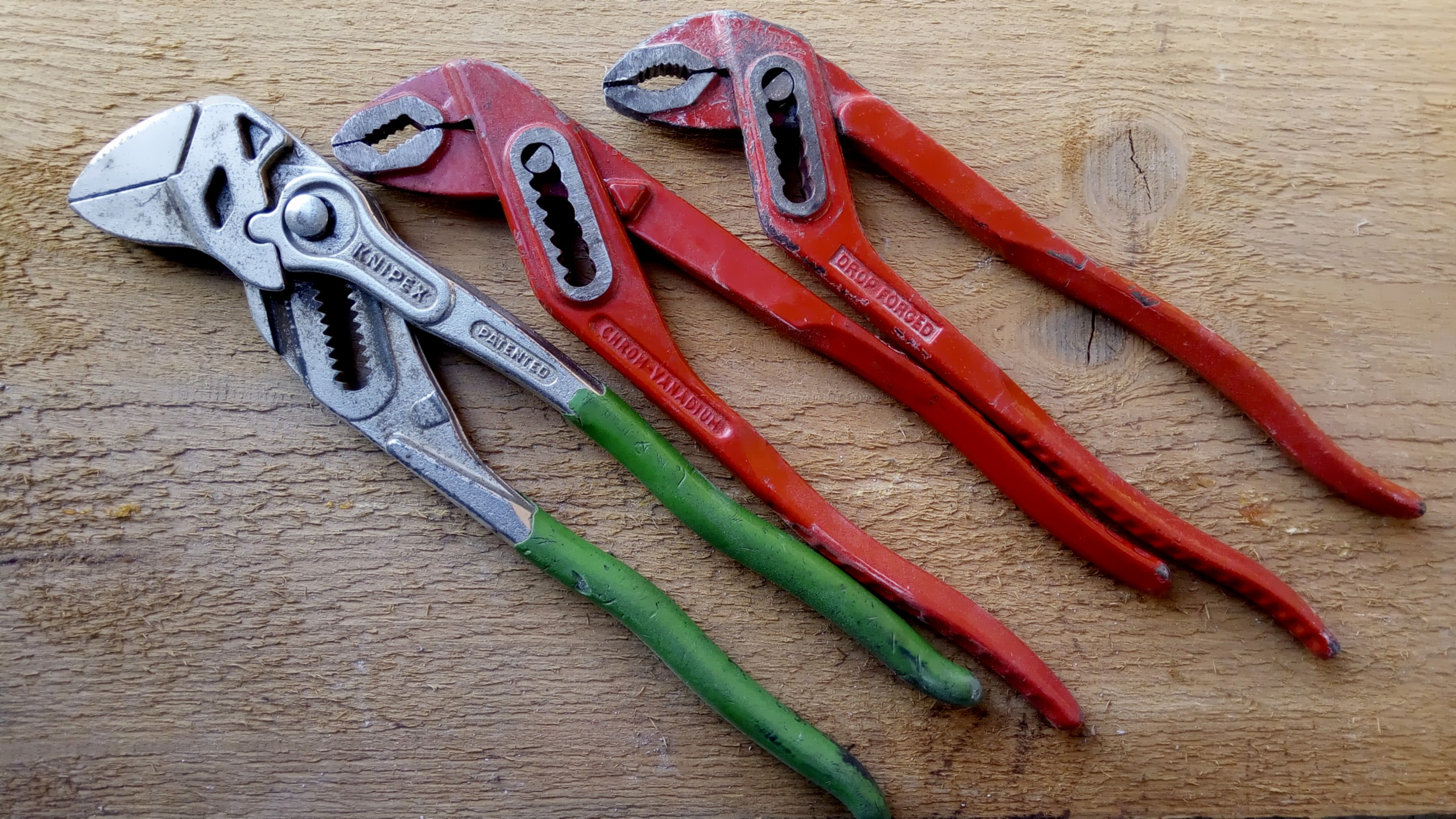
Pinze regolabili
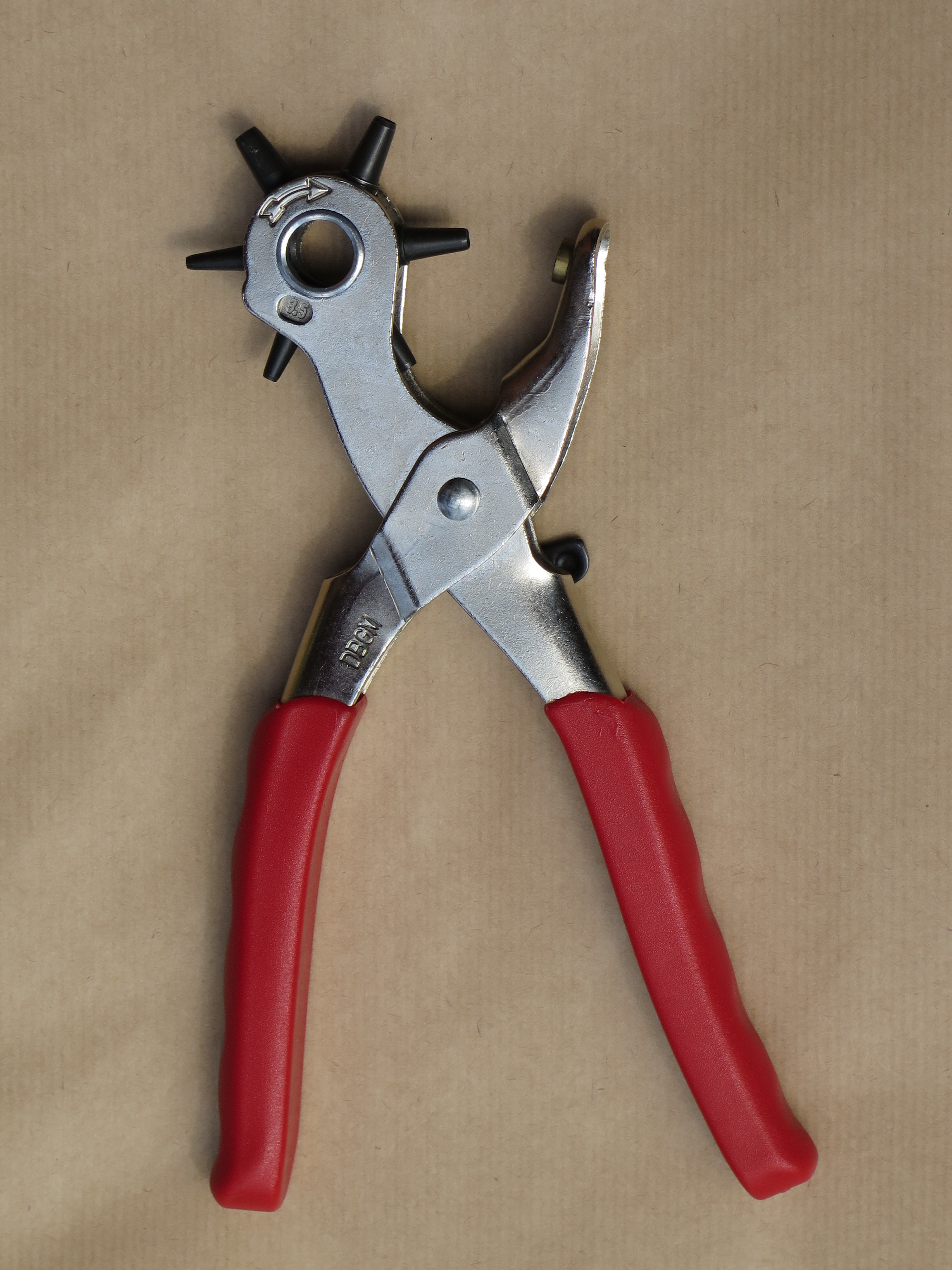
Pinza fustellatrice
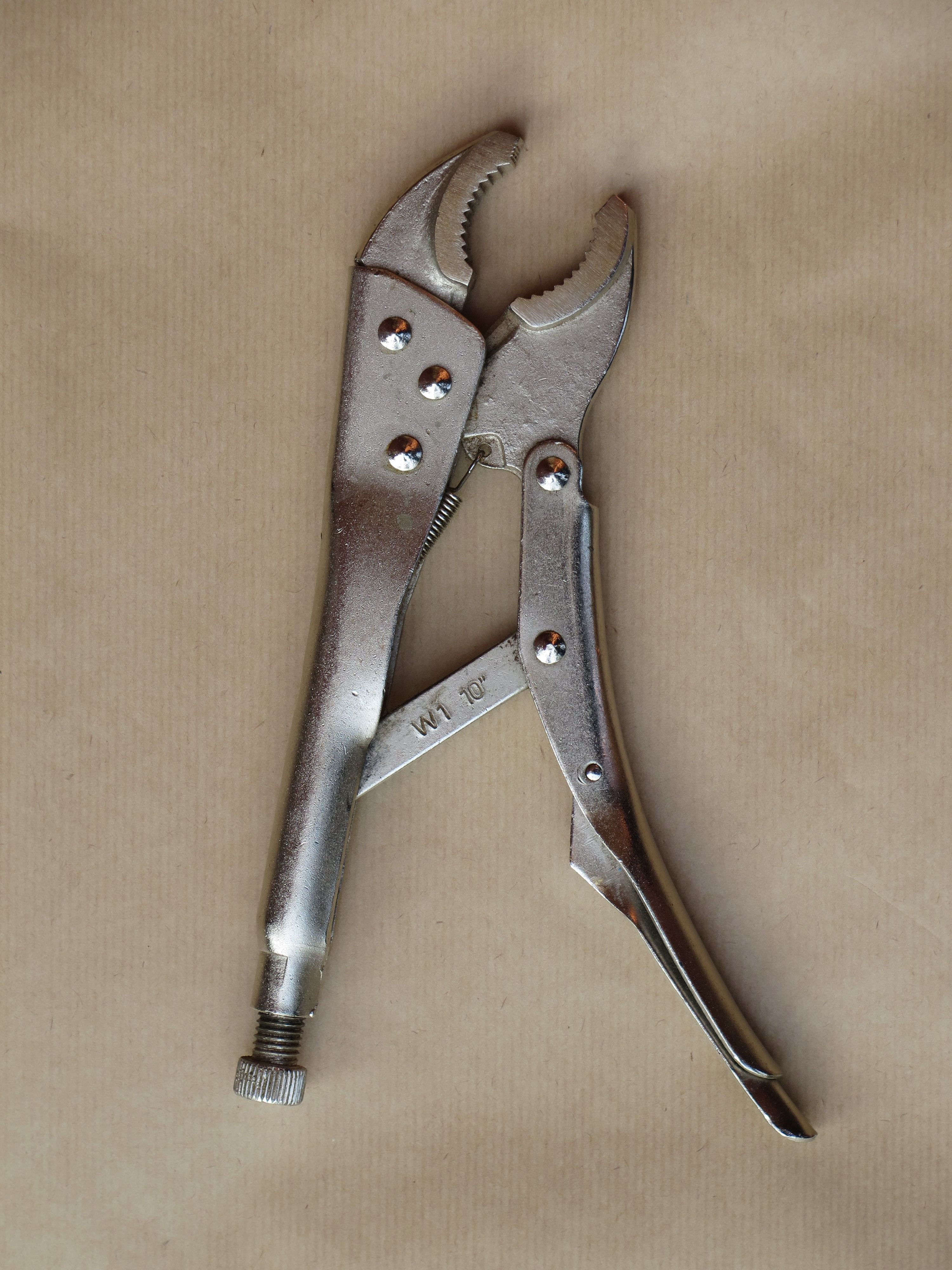
Pinza regolabile autobloccante
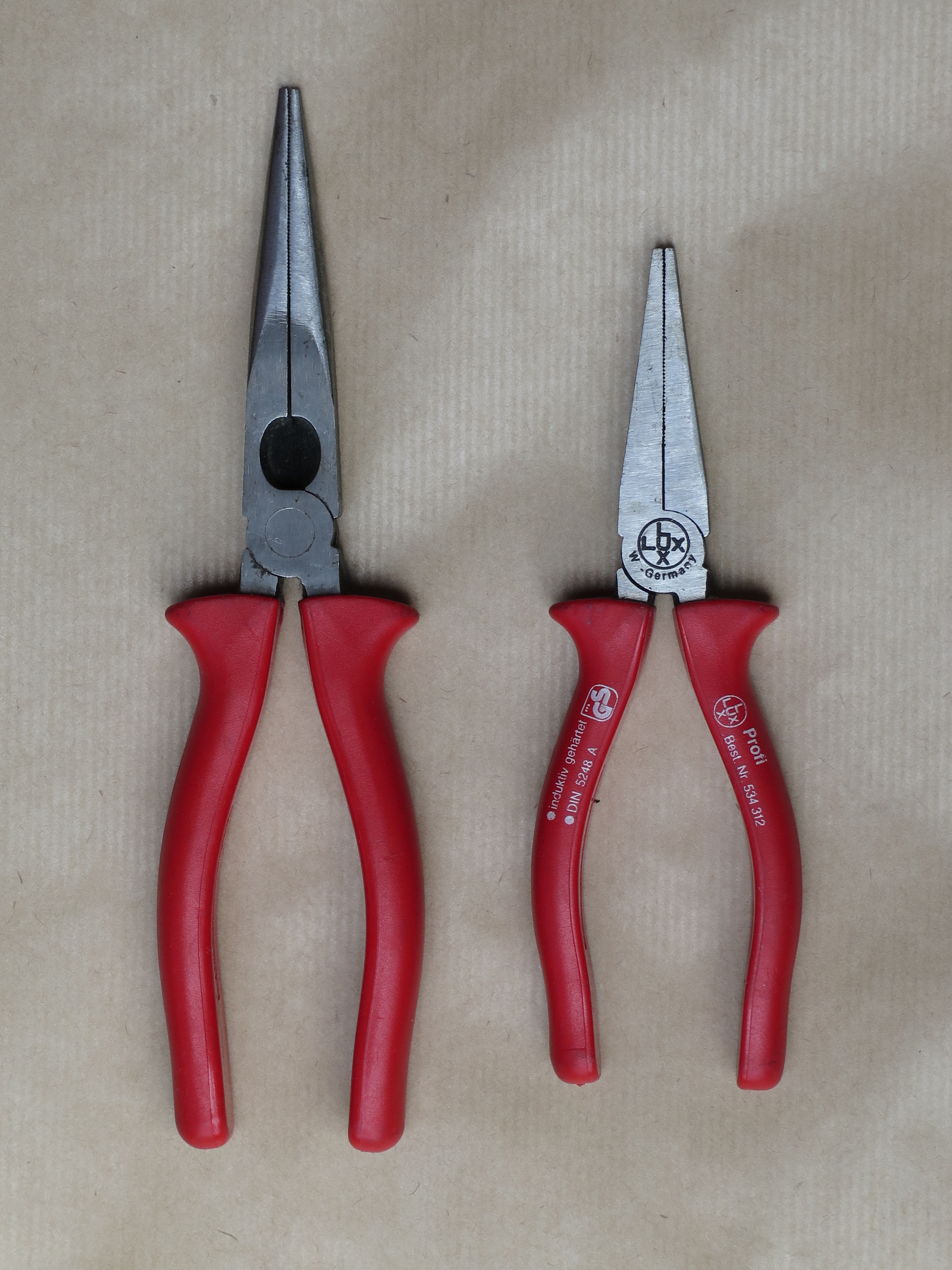
Pinza a becchi lunghi mezzotondi e pinza a becchi piatti
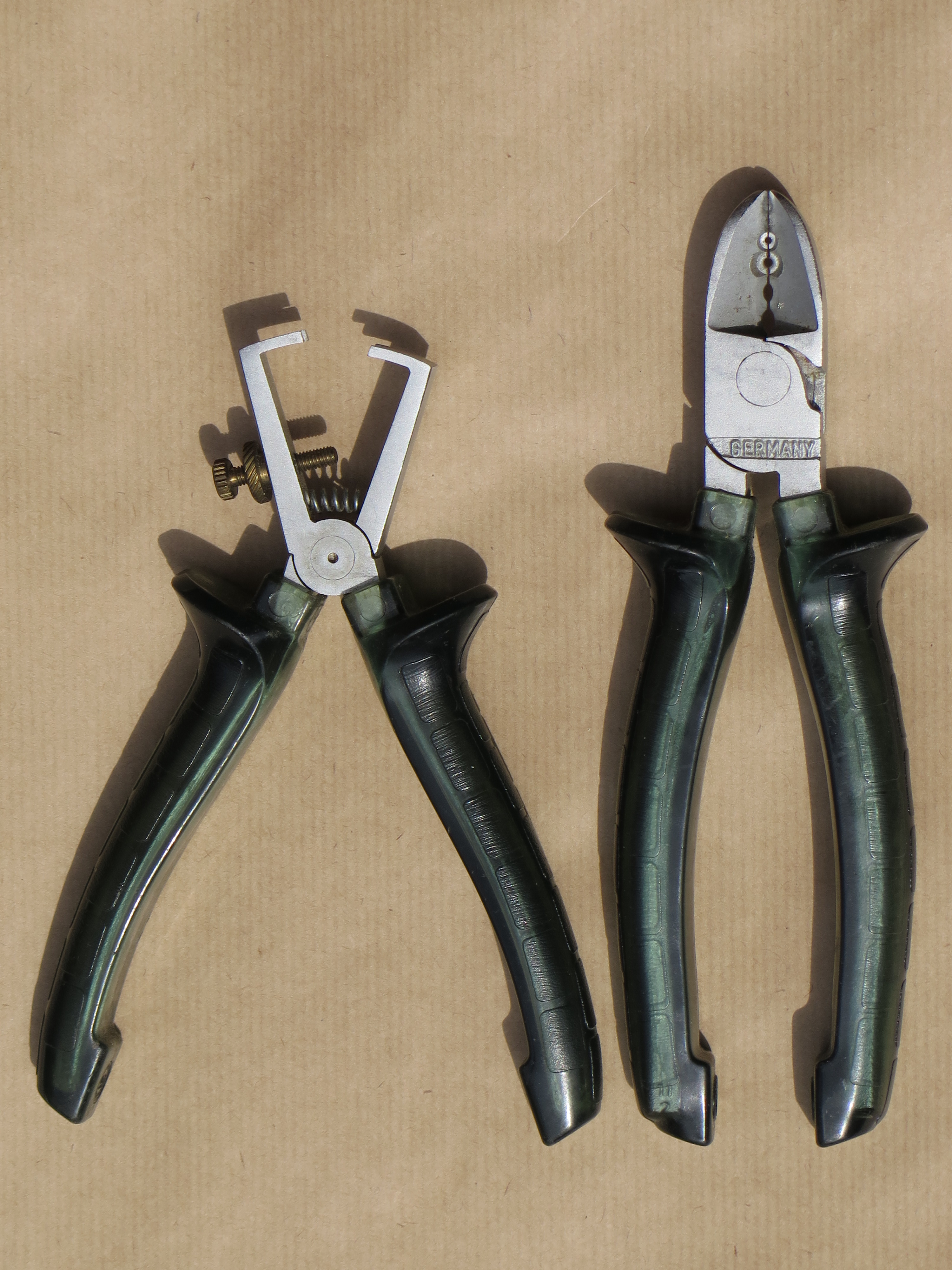
Pinza spellafili e pinza tronchese con laterali spellafili
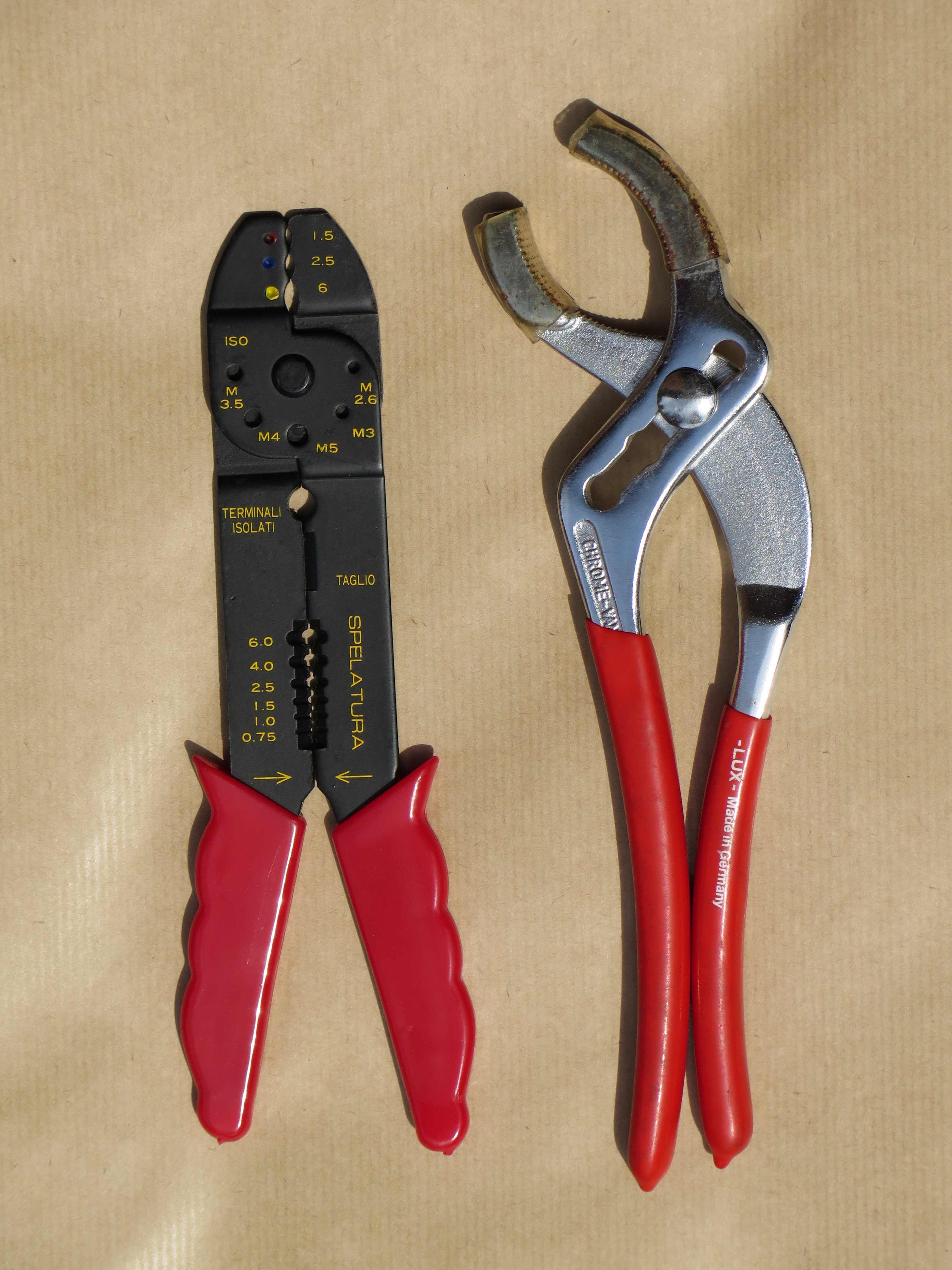
Pinza crimpatrice per capicorda e pinza per sifoni
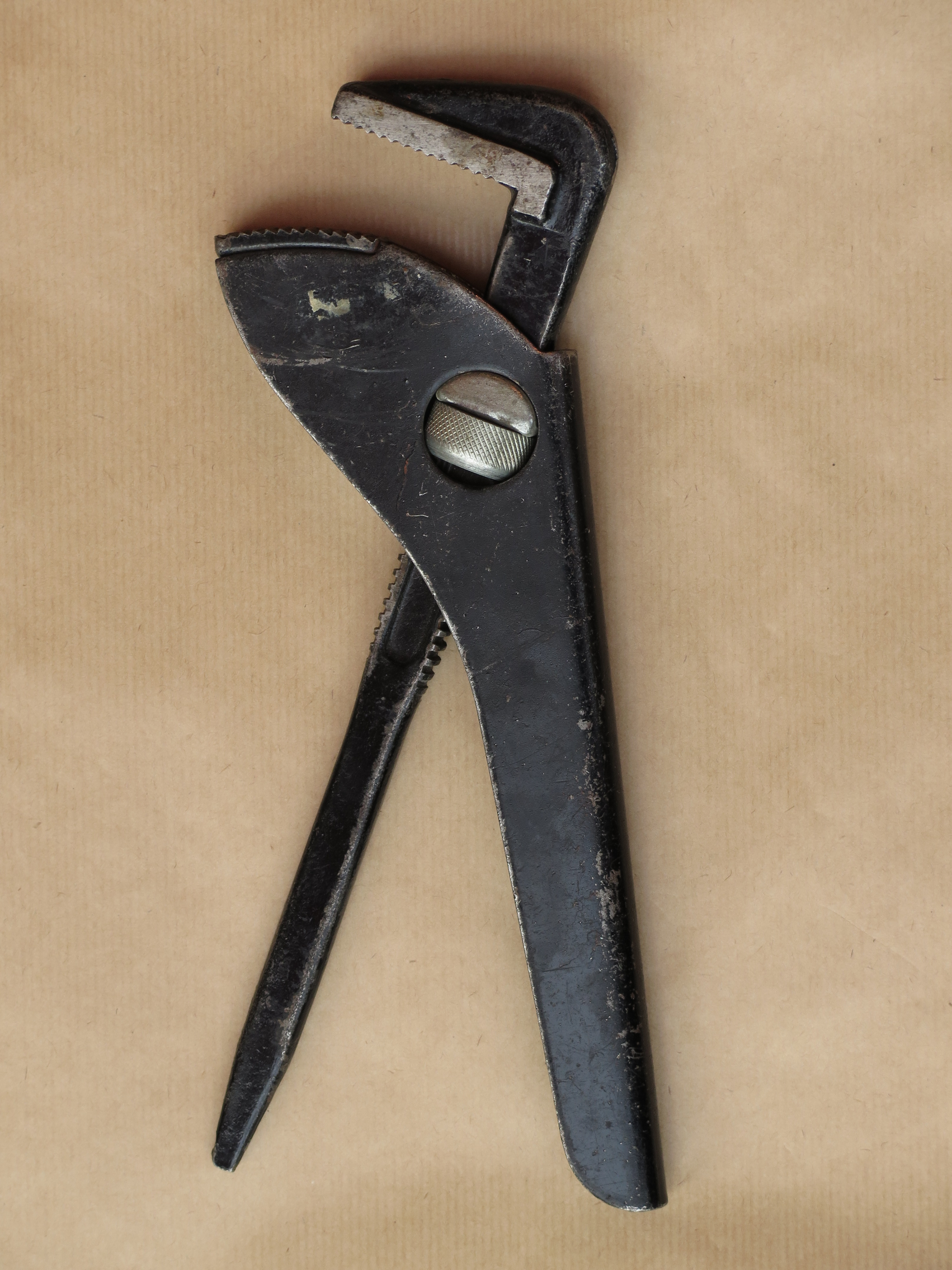
Pinza a pappagallo
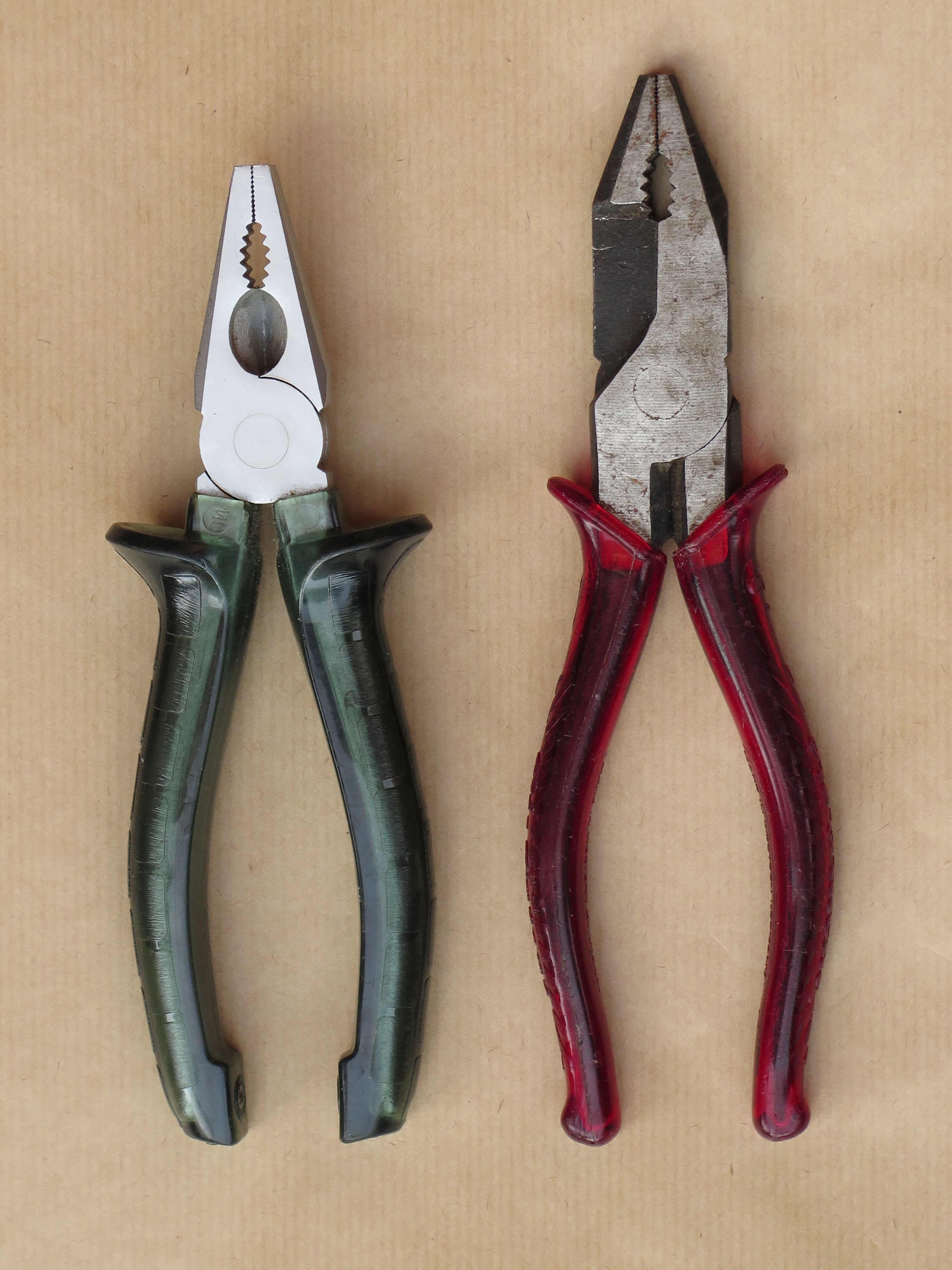
Pinze universali
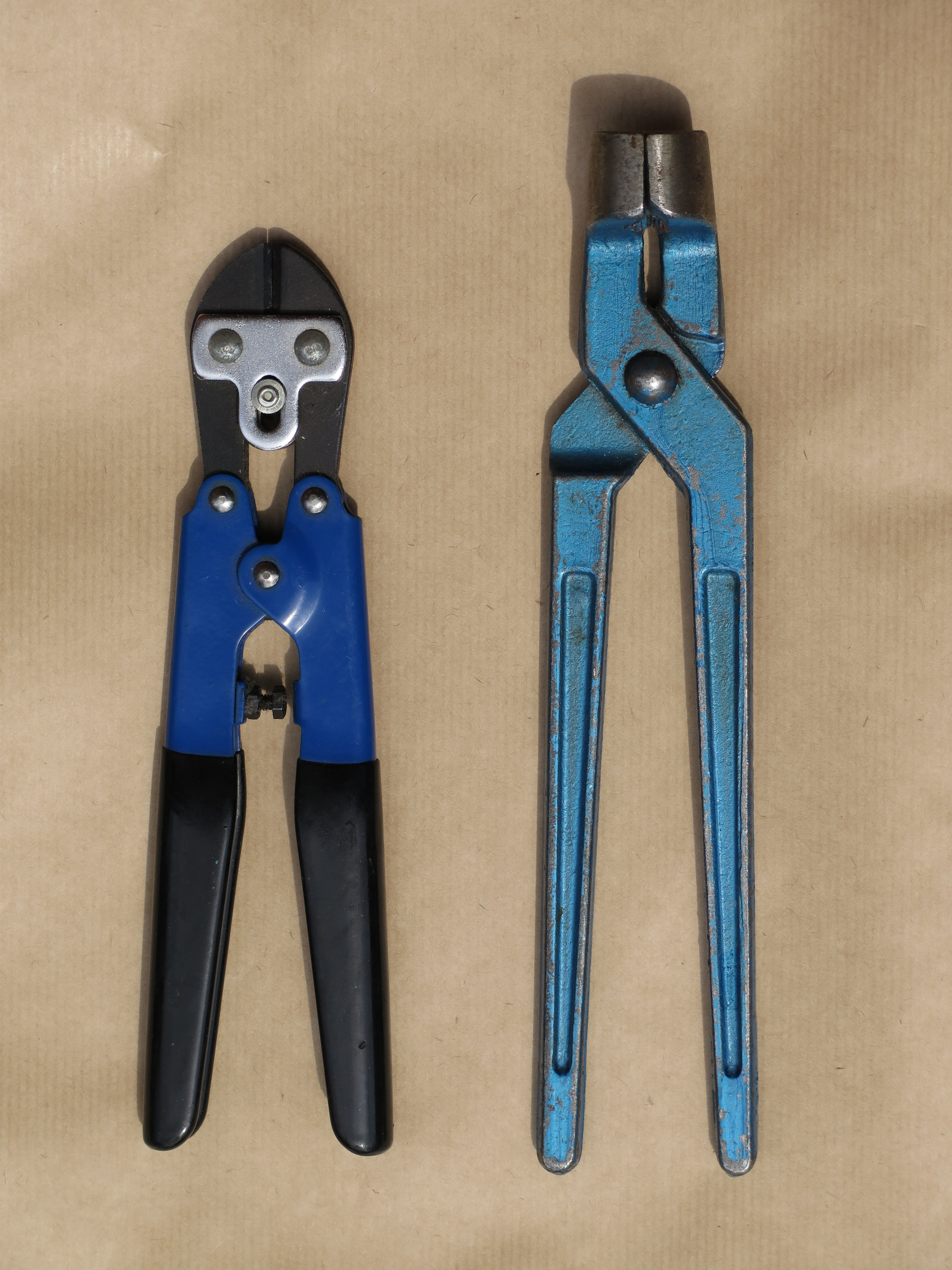
Pinza tronchese a doppia leva e pinza per dadi di rubinetti
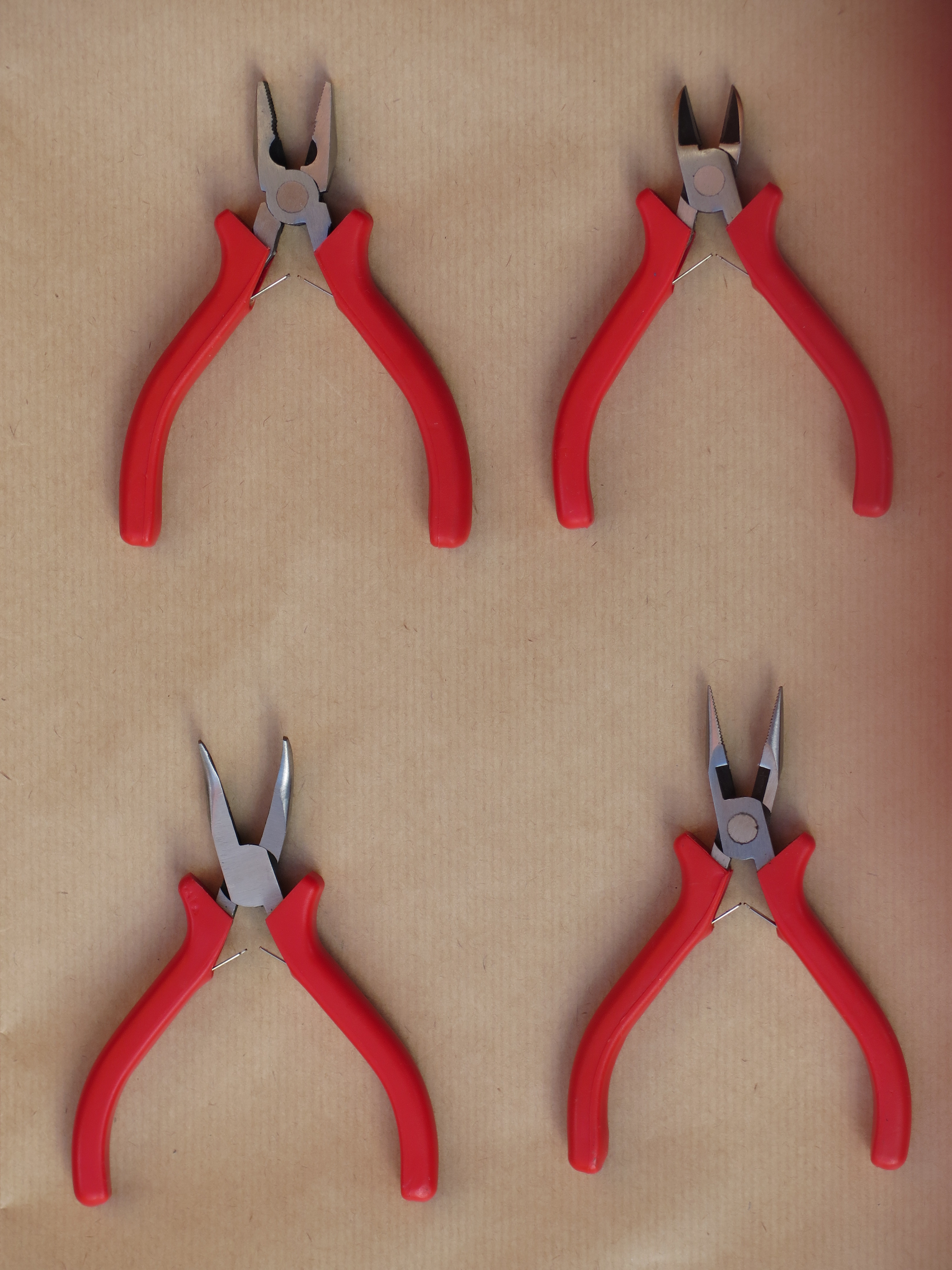
Pinze per tecnici elettronici
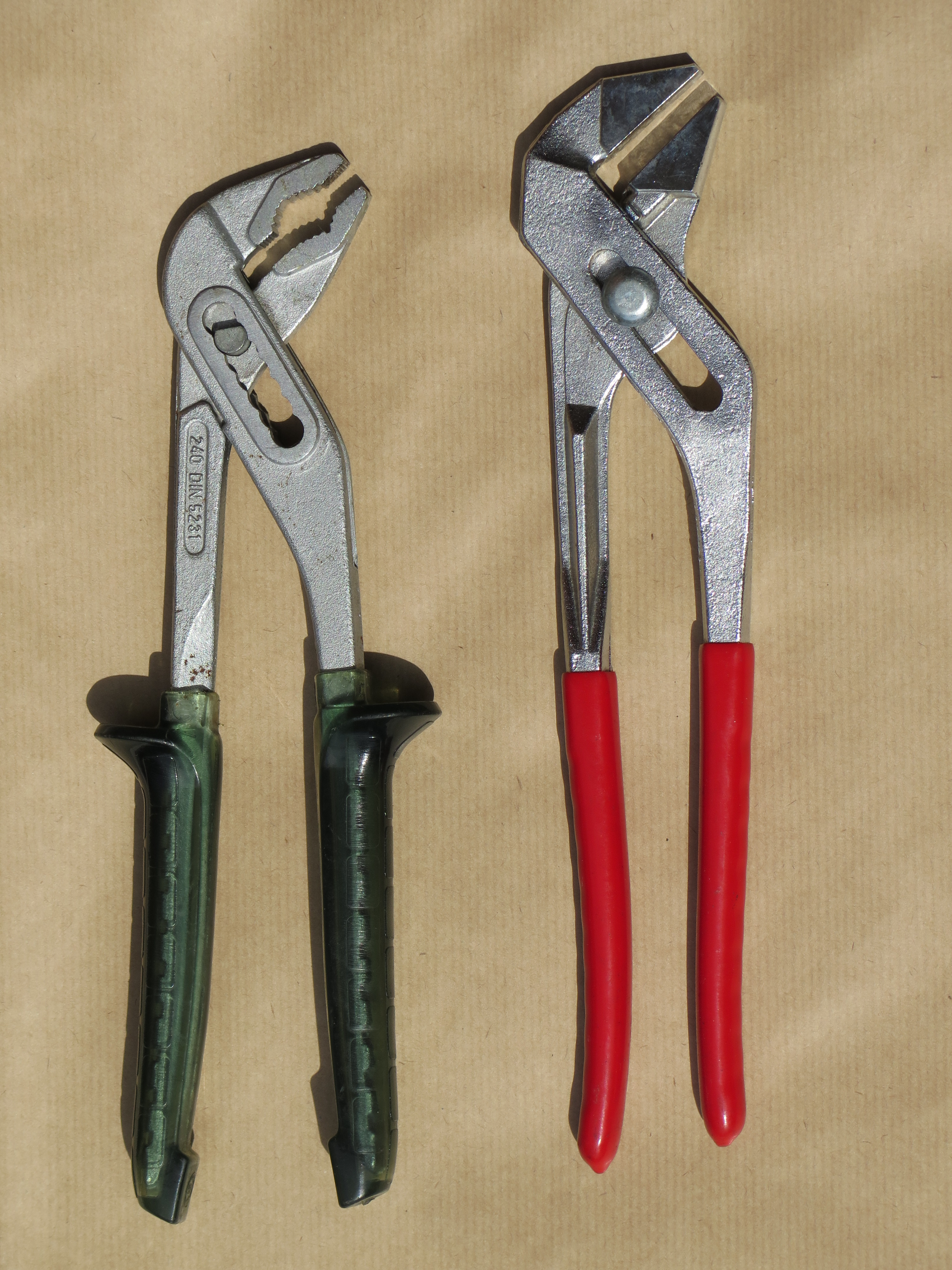
Pinze regolabili con cerniera mobile per dadi

## Usi non convenzionali
Nel 1998, il direttore d'orchestra americano David Woodard diresse un requiem sulla fauna selvatica per un pellicano bruno della California usando una pinza piuttosto che una bacchetta del direttore d'orchestra.